# Homossexualidade e Islão

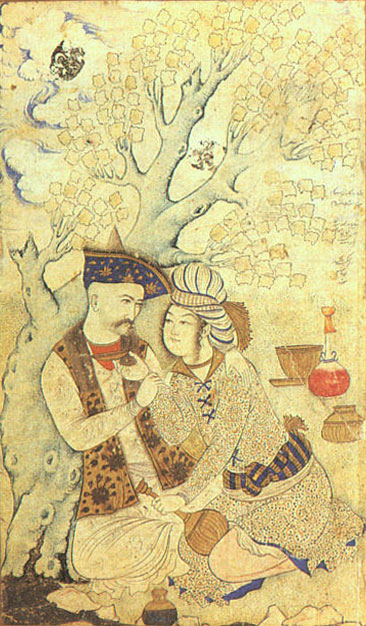
Abas I, o Grande, xá do Irã, com um pagem (gravura de 1627).

As opiniões islâmicas sobre a homossexualidade são tão variadas como as das outras grandes religiões e as mesmas têm sofrido modificações ao longo da história. O Alcorão e alguns hádices contêm condenações mais ou menos explícitas acerca das relações sexuais entre pessoas do mesmo sexo. Duas suratas mencionam a história do "povo de Lot", o qual teria sido destruído por participar de atos homossexuais (ou, segundo outras acepções, por desrespeitar as regras da hospitalidade para com os forasteiros). O castigo legal para a sodomia foi alterado de acordo com as escolas jurídicas: alguns prescrevem pena capital, enquanto outros prescrevem um castigo arbitrário menor.
A homossexualidade é considerada um crime e é punida com a morte em muitos países islâmicos, como na Arábia Saudita, no Sudão, na Somália, na Mauritânia ou no Irão. Em algumas nações islâmicas relativamente seculares como Egipto, Tunísia, Indonésia, Líbano, Kosovo, Bósnia e Albânia há uma certa tolerância, raros sendo os episódios de perseguição explícita das autoridades. Porém, é dificílimo encontrar homossexuais assumidos em todas as nações islâmicas, mesmo onde há cidades com uma certa cena gay (Beirute, Istambul, Cairo, Jacarta, Túnis, Lahore etc). Em Bagdade, logo depois da queda do Baath, começaram a surgir cinemas onde se apresentam filmes eróticos, e a maioria dos frequentadores são homens sozinhos, nunca indo mulheres - fica óbvio que muitos são homossexuais reprimidos que encontram na margem da sociedade uma válvula de escape para suas fantasias. O assassinato de quem é descoberto pela família ou pelos vizinhos como homossexual é prática habitual em quase todos os lugares onde o Islão é a religião dominante (as excepções são os pequenos países muçulmanos dos Bálcãs, na Europa)
A situação dos homossexuais muçulmanos em países não-islâmicos varia. Há aquelas comunidades onde poucos são assumidos (como entre os árabes do Brasil), pois há relativamente poucos muçulmanos e estes são pouco integrados à cultura dominante, há outras em que não é tão difícil que se saiba de gays que sejam muçulmanos (um exemplo é na França, ou na Holanda também, onde há muitos muçulmanos, mas a maioria é relativamente secularizada, praticando actos que em seus países de origem não fariam, como o consumo de álcool). Recentemente, nos Estados Unidos, e em algumas nações europeias, surgiram até mesmo organizações de defesa dos direitos dos homossexuais muçulmanos. Em Israel, que oficialmente é secular, a minoria muçulmana não tem liberdade para condenar os homossexuais a penas severas, e, devido à pouca aceitação que encontram em suas aldeias natais, muitos gays árabes de Israel acabam por ir morar em Tel Aviv ou outras cidades israelitas, onde a tendência é distanciarem-se de sua herança cultural árabe.
Apesar do conservadorismo, a temática homoerótica tem estado presente na literatura muçulmana, especialmente na poesia árabe clássica e na poesia persa medieval, celebrando o amor masculino, sendo mais frequentes que as expressões de atração às mulheres e alguns aspectos de seus costumes sociais como o tradicional confinamento das mulheres ao nível de reprodutoras fizeram com que as práticas homossexuais não sejam infrequentes, ainda que sempre de forma clandestina e sob um véu de hipocrisia. O caso dos pashtun é emblemático: vivendo nas montanhas do Afeganistão e do Paquistão, esse povo pratica um Islão ferrenho e obtuso, suas mulheres são segregadas dos homens em todos os lugares públicos e mesmo no contexto familiar não gozam de consideração por parte dos membros masculinos da casa, e é justamente entre os pashtuns (que foram inclusive os responsáveis pelo domínio do Taliban no Afeganistão) que a homossexualidade é mais frequente naquela região. Faz parte da cultura afegã um homem mais velho ter como amante um mais novo, que será tratado com mimos e regalias, muitas vezes convivendo na casa da família, até que um dia, ao ficar mais velho, se case e parta, ou então casa-se mesmo com uma das filhas de seu amante mais velho. No livro "O Livreiro de Cabul", por exemplo, a jornalista Åsne Seierstad narra a disputa que os senhores da guerra daquele canto do mundo travavam entre si pela conquista de "jovens com roupas esvoaçantes, que andavam aos bandos pelas ruas a rebolar e com os olhos delineados com khol". O caso dos pashtuns se assemelha bastante com a maneira como a homossexualidade era encontrada na Grécia antiga, e encontra paralelos em muitos outros povos islâmicos tradicionalistas, como os sauditas. Nos países do Golfo, a homossexulidade é praticada em larga escala, em parte por haver menos mulheres do que homens, em parte por elas serem segregadas do convívio com os homens. Gays solteiros (ou casados) buscam encontros nos shoppings centers, nas grandes avenidas e de forma velada, mas ninguém comenta nada.
O poeta Abu Nuwas era homossexual, e recentemente sua obra foi alvo de banimento oficial no Egipto. Como ele, muitos outros muçulmanos célebres podem ser citados como gays, e sempre houve gays no mundo islâmico, pois em todas as culturas e em todos os tempos se pode encontrar homossexuais. A condenação não extingue a realidade, apenas mascara e a obriga a ser cautelosa. No Irão, onde pode acabar em condenação à forca, nem por isso deixa de haver vários homossexuais. Eles têm seus próprios códigos de identificação. Na capital da Indonésia os gays já se reconheceram por um brinco pequeno numa das orelhas, ou por outras formas.
Certos muçulmanos liberais, como os membros da Fundação Al-Fatiha aceitam a homossexualidade e a consideram como natural, olhando a condenação religiosa como algo obsoleto no contexto da sociedade moderna, interpretando que o Alcorão se manifesta contra a luxúria homossexual, mas não dizendo nada sobre o amor homossexual. A escritora lésbica Irshad Manji tem manifestado a opinião de que a homossexualidade é permissível dentro do Islã, no entanto, esta continua a ser uma opinião minoritária. No xiismo islâmico, pensadores como o aiatolá Khomeini defenderam a legalização das operações de mudança de sexo se um homem se sente mulher, uma vez que o Alcorão não diz nada contra a mudança de sexo e, de fato, essas intervenções são legais atualmente no Irão.

## Lei islâmica
A homossexualidade é tradicionalmente proibida pela lei islâmica. O Alcorão, o texto central do Islão, condena a homossexualidade, embora talvez não ela em específico, e sim a lascívia homossexual, como defendem os membros da Al-Fatiha. Os islamitas tradicionais alegam que o Islão é uma "religião da natureza", que só reconhece o que é "natural" e nesse contexto seria anti-natural ser homossexual. Admite somente as relações sexuais dentro do matrimônio heterossexual. Os textos específicos nos que se baseia a condenação são os da história de Lot, a sétima surata do Alcorão; trata-se de um texto religioso que lembra muito o relato bíblico.

## Estatuto legal em países muçulmanos hoje
A homossexualidade tem um status legal diferente em cada canto do mundo islâmico, mas ainda é um crime em muitos países muçulmanos; as penalidades aplicadas variam muito, conforme já mencionado, e podem incluir a pena de morte em execução pública como na Arábia Saudita ou nos Emirados Árabes Unidos. As grandes organizações de direitos humanos como a Human Rights Watch e Anistia Internacional condenam as leis que consideram as relações homossexuais consentidas entre adultos como crime. Desde 1994, o Comitê de Direitos Humanos das Nações Unidas decidiu que tais leis violam o direito à privacidade garantida pela Declaração Universal dos Direitos Humanos e pelo Pacto Internacional de Direitos Civis e Políticos. No entanto, a maioria das nações islâmicas afirmam que essas leis são necessárias para a manutenção da moralidade e da virtude muçulmanas. De todas as nações de maioria maometana somente a Bósnia e Herzegovina tem legislação anti-discriminação. Em alguns países não há uma legislação específica para condenar os homossexuais, mas eles estão condenados sob as leis de moralidade pública, como no Egito então são vítimas de crimes de honra como na Jordânia, no Iêmem, no Senegal, e na Síria. Por outro lado, há casos em que a homossexualidade continua a ser ilícita, porém é tolerada se não for pública como no Líbano ou na Tunísia, e mesmo no Kuwait, embora neste último não possa haver em hipótese alguma a descoberta de envolvimento sexual entre pessoas do mesmo sexo.
Abaixo segue uma tabela com a situação legal da homossexualidade nos países predominantemente muçulmanos:
| País                   | Leis contra a homossexualidade          | Condenação                                                     | Leis de união homossexual | Leis contra a discriminação | Adoção |
| ---------------------- | --------------------------------------- | -------------------------------------------------------------- | ------------------------- | --------------------------- | ------ |
| Afeganistão            | Sim                                     | Prisão — Morte                                                 | Não                       | Não                         | Não    |
| Albânia                | Não                                     | -                                                              | Não                       | Não                         | Não    |
| Arábia Saudita         | Sim                                     | Flagelação — Morte                                             | Não                       | Não                         | Não    |
| Argélia                | Sim                                     | Multa - 3 anos                                                 | Não                       | Não                         | Não    |
| Azerbaijão             | Não                                     | -                                                              | Não                       | Não                         | Não    |
| Bahrein                | Criminaliza somente a masculina         | Multa - 10 anos                                                | Não                       | Não                         | Não    |
| Bangladesh             | Sim                                     | 10 anos — Prisão perpétua                                      | Não                       | Não                         | Não    |
| Bósnia e Herzegovina   | Não                                     | -                                                              | Não                       | Sim                         | Não    |
| Brunei                 | Sim                                     | Multa - 10 anos                                                | Não                       | Não                         | Não    |
| Burkina Faso           | Não                                     | -                                                              | Não                       | Não                         | Não    |
| Cazaquistão            | Não                                     | -                                                              | Não                       | Não                         | Não    |
| Chade                  | Não                                     | -                                                              | Não                       | Não                         | Não    |
| Comores                | Não                                     | -                                                              | Não                       | Não                         | Não    |
| Costa do Marfim        | Não                                     | -                                                              | Não                       | Não                         | Não    |
| Djibouti               | Sim                                     | 10 - 12 anos                                                   | Não                       | Não                         | Não    |
| Egito                  | Não. *Mas é penalizada como imoralidade | 3 meses - 5 anos                                               | Não                       | Não                         | Não    |
| Emirados Árabes Unidos | Sim                                     | Multa - Morte                                                  | Não                       | Não                         | Não    |
| Eritreia               | Sim                                     | 10 dias - 3 anos                                               | Não                       | Não                         | Não    |
| Gâmbia                 | Sim                                     | Multa - 14 anos                                                | Não                       | Não                         | Não    |
| Guiné                  | Sim                                     | 6 meses - 3 anos                                               | Não                       | Não                         | Não    |
| Guiné-Bissau           | Sim                                     | 6 meses - 3 anos nos campos de trabalho forçado                | Não                       | Não                         | Não    |
| Iémen                  | Sim                                     | Flagelação — Morte                                             | Não                       | Não                         | Não    |
| Indonésia              | Não. *Exceto no território Aceh         | -                                                              | Não                       | Não                         | Não    |
| Irão                   | Sim                                     | Para homens: Prisão — Morte. Situação incerta para as mulheres | Não                       | Não                         | Não    |
| Iraque                 | Não                                     | -                                                              | Não                       | Não                         | Não    |
| Jordânia               | Não                                     | -                                                              | Não                       | Não                         | Não    |
| Líbano                 | Penalizada somente a masculina          | Multa - 1 ano                                                  | Não                       | Não                         | Não    |
| Malásia                | Sim                                     | Multa - 20 anos                                                | Não                       | Não                         | Não    |
| Maldivas               | Penalizada somente a masculina          | Multa - 10 anos                                                | Não                       | Não                         | Não    |
| Mali                   | Não                                     | -                                                              | Não                       | Não                         | Não    |
| Mauritânia             | Sim                                     | Morte                                                          | Não                       | Não                         | Não    |
| Marrocos               | Sim                                     | 6 meses - 3 anos                                               | Não                       | Não                         | Não    |
| Niger                  | Não                                     | -                                                              | Não                       | Não                         | Não    |
| Nigéria                | Sim. *Somente em regiões sob a Sharia   | 5 - 14 anos/Morte                                              | Não                       | Não                         | Não    |
| Omã                    | Sim                                     | Multa - 3 anos                                                 | Não                       | Não                         | Não    |
| Estado da Palestina    | Sim. *Apenas Masculina na Faixa de Gaza | 0 - 10 anos                                                    | Não                       | Não                         | Não    |
| Paquistão              | Sim                                     | 2 anos — Prisão perpétua                                       | Não                       | Não                         | Não    |
| Qatar                  | Sim                                     | Multa - 5 anos                                                 | Não                       | Não                         | Não    |
| Senegal                | Sim                                     | 1 mês - 5 anos                                                 | Não                       | Não                         | Não    |
| Serra Leoa             | Sim                                     | Prisão perpétua                                                | Não                       | Não                         | Não    |
| Somália                | Sim. *Somente em regiões sob a Sharia   | 3 meses - 3 anos/Morte                                         | Não                       | Não                         | Não    |
| Sudão                  | Sim                                     | 5 anos - Morte                                                 | Não                       | Não                         | Não    |
| Síria                  | Sim                                     | Multa - 3 anos                                                 | Não                       | Não                         | Não    |
| Tadjiquistão           | Não                                     | -                                                              | Não                       | Não                         | Não    |
| Tanzânia               | Sim                                     | Multa - 25 anos                                                | Não                       | Não                         | Não    |
| Tunísia                | Sim                                     | Multa - 3 anos                                                 | Não                       | Não                         | Não    |
| Turquia                | Não                                     | -                                                              | Não                       | Não                         | Não    |
| Turcomenistão          | Penalizada somente a masculina          | Multa - 2 anos                                                 | Não                       | Não                         | Não    |
| Uzbequistão            | Penalizada somente a masculina          | Multa - 3 anos                                                 | Não                       | Não                         | Não    |

Deve-se mencionar que a adoção não é permitida não somente aos homossexuais, não é permitida a ninguém, segundo a Sharia. A adoção é uma instituição fora da cultura muçulmana, apenas prevê a colocação de crianças em orfanatos.

### Personalidades
- Irshad Manji, lésbica canadiana e ativista dos direitos humanos
- Maryam Hatoon Molkara, transexual iraniana

### Filmes
- A Jihad for Love, um documentário sobre homossexuais muçulmanos praticantes
- Gay Muslims, documentário
- Hamam, o banho turco

### Assuntos jurídicos
- Gulam
- Nazar ill'al-murd

### Outras religiões
- Homossexualidade e religião
- Homossexualidade e anglicanismo
- Homossexualidade na Bíblia
- Homossexualidade e catolicismo
- Homossexualidade e a Fé Bahá'í
- Homossexualidade e presbiterianismo
- Homossexualidade e judaísmo